# Agua Come Tigre
Agua Come Tigre är en ort i Mexiko.   Den ligger i kommunen Huautepec och delstaten Oaxaca, i den sydöstra delen av landet, 290 km sydost om huvudstaden Mexico City. Agua Come Tigre ligger 1 651 meter över havet och antalet invånare är 109.
Terrängen runt Agua Come Tigre är bergig åt sydost, men åt nordväst är den kuperad. Runt Agua Come Tigre är det ganska glesbefolkat, med 36 invånare per kvadratkilometer. Närmaste större samhälle är Huautla de Jiménez, 5,2 km nordväst om Agua Come Tigre. I omgivningarna runt Agua Come Tigre växer i huvudsak städsegrön lövskog.